# الدر کامارا

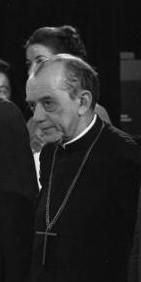

دو الدر پسوآ کامارا (به پرتغالی: Dom Hélder Pessoa Câmara)(زادهٔ ۷ فوریه۱۹۰۹ – درگذشتهٔ ۲۷ اوت ۱۹۹۹) اسقف اعظم کاتولیک شهرهای الیندا و رسیفه در برزیل بود.

او در ۱۹۸۵ از پیشهٔ اسقفی بازنشسته شد. این گفتاورد کامارا نامدار است:
آنگاه که من به بی‌نوایی خوراک می‌دهم مرا قدیس می‌خوانند. هنگامی که می‌پرسم چرا بی‌نوایان خوراک ندارند مرا کمونیست می‌خوانند.
او در ۱۹۷۱ در کشاکش جنگ ویتنام داستانی کوتاه را به نام حلزونی خشونت نوشت. او در ۱۹۷۳ نامزد دریافت جایزه صلح نوبل شد. او همچنین برندهٔ جایزه پسم این تریس (در لاتین به معنای صلح بر زمین است) بود. دریافت این جایزه به نامه‌ای بازمی‌گردد که در ۱۹۶۳ برای پاپ ژان بیست و سوم نوشت و در آن از صلح برای همهٔ ملت‌ها سخن گفت.